# Stazione di Ochanomizu
La Stazione di Ochanomizu (御茶ノ水駅?, Ochanomizu-eki) è una stazione ferroviaria di Tokyo che serve le linee Chūō Rapida e Chūō-Sōbu della JR East e la linea Marunouchi della Tokyo Metro, nonché la linea Chiyoda della metropolitana di Tokyo presso l'adiacente stazione di Shin-Ochanomizu.

## Storia
La stazione JR aprì il 31 dicembre 1904, mentre la sezione della Tokyo Metro fu inaugurata il 20 gennaio 1954.

## Linee

### Treni
East Japan Railway Company
■ Linea Chūō Rapida
■ Linea Chūō-Sōbu

### Metropolitana
Tokyo Metro
 Linea Marunouchi

## Posizione e struttura
La stazione di Ochanomizu si trova lungo il fiume Kanda, passando sotto il ponte Hijiri. Nei pressi della stazione si trova la Cattedrale della Santa Resurrezione (Nicholai-dō) e una serie di negozi di strumenti musicali e chitarre. A breve distanza si trovano le stazioni delle linee di metropolitana Marunouchi, Chiyoda e Shinjuku.
La stazione è dotata di due uscite al livello strada. La più grande è quella di Ochanomizu-bashi, dove sono presenti le biglietterie per i servizi a lunga distanza, gli armadietti per la custodia dei bagagli e i servizi igienici. L'altra è Hijiri-bashi, con distributori di biglietti e bagno. Ochanomizu è la seconda fermata dopo la stazione di Tokyo dei treni del servizio Chūō Rapido.

### Binari
La stazione è dotata di due banchine a isola con quattro binari totali. I due più esterni sono utilizzati dalla linea Rapida Chūō, mentre quelli interni dalla linea Chūō-Sōbu.
| 1 | ■ Linea Rapida Chūō | per Shinjuku, Tachikawa e Takao          |
| 2 | ■ Linea Chūō-Sōbu   | per Shinjuku, Nakano e Mitaka            |
| 3 | ■ Linea Chūō-Sōbu   | per Kinshichō, Funabashi e KinChibahichō |
| 4 | ■ Linea Rapida Chūō | per Tokyo                                |

## Stazioni adiacenti
| «                 | Servizio          | »                 |
| Linea Rapida Chūō | Linea Rapida Chūō | Linea Rapida Chūō |
| ----------------- | ----------------- | ----------------- |
| Yotsuya           | Rapido            | Kanda             |
| Linea Chūō-Sōbu   |                   |                   |
| Suidōbashi        | Locale            | Akihabara         |
| Linea Marunouchi  |                   |                   |
| Hongō-Sanchōme    | -                 | Awajichō          |